# Mercedes-Benz R107
Mercedes-Benz R107 är en gran turismo, tillverkad av den tyska biltillverkaren Mercedes-Benz mellan 1971 och 1989.
350 SL presenterades i Genève i april 1971. Den konstruerades vid en tidpunkt då skärpta säkerhetskrav från de amerikanska myndigheterna förväntades ta död på den öppna bilen. Men Mercedes konstruktörer byggde en så kraftig vagn att den klarade lagkraven. Bilen kallades internt "Der Panzerwagen" på grund av den kraftiga konstruktionen. Medaljens baksida var den höga vikten och det krävdes numera en V8-motor för att uppnå företrädaren 280 SL:s prestanda. I mars 1973 introducerades USA-motorn på den europeiska marknaden i 450 SL. Anledningen var ökade avgasreningskrav även här och Mercedes motorer hörde till dem som tappade mest effekt när de utrustades med dåtidens reningsteknik. I oljekrisens spår kom den sexcylindriga 280 SL i juli 1974.
I mars 1980 introducerades nya V8:or från den nya S-klassen och i september 1985 gjordes den sista uppdateringen av Mercedes allra äldsta modell där bland annat 280 SL ersattes med 300 SL som fick  en treliters sexcylindrig motor från den nya motorfamiljen M103. I övrigt gjordes ett antal tekniska chassieuppgraderingar som bland annat innebar 15" hjul och större bromsar. 
107:an pensionerades slutligen 1989 efter en produktionscykel på 18 år och 237 287 stycken tillverkade bilar.
Varianter:
| Modell | Årsmodell | Motor                        | Cylindervolym | Effekt     | Bränslesystem            | Anm.                          |
| ------ | --------- | ---------------------------- | ------------- | ---------- | ------------------------ | ----------------------------- |
| 350 SL | 1971-80   | M116: 8-cyl V-motor ohc      | 3499 cm³      | 200 hk     | Bosch bränsleinsprutning |                               |
| 450 SL | 1971-80   | M117: 8-cyl V-motor ohc      | 4520 cm³      | 225 hk     | Bosch bränsleinsprutning |                               |
| 280 SL | 1974-85   | M110: 6-cyl radmotor dohc    | 2746 cm³      | 185 hk     | Bosch bränsleinsprutning |                               |
| 380 SL | 1981-85   | M116: 8-cyl V-motor ohc      | 3818 cm³      | 204-218 hk | Bosch bränsleinsprutning |                               |
| 500 SL | 1981-89   | M117: 8-cyl V-motor ohc      | 4973 cm³      | 231-240 hk | Bosch bränsleinsprutning |                               |
| 300 SL | 1986-89   | M103 E30: 6-cyl radmotor ohc | 2962 cm³      | 180-188 hk | Bosch bränsleinsprutning |                               |
| 420 SL | 1986-89   | M116 E42: 8-cyl V-motor ohc  | 4196 cm³      | 204-218 hk | Bosch bränsleinsprutning |                               |
| 560 SL | 1986-89   | M117 E56: 8-cyl V-motor ohc  | 5547 cm³      | 230 hk     | Bosch bränsleinsprutning | Endast för USA och Australien |

## C107
Coupé-versionen 350 SLC introducerades i oktober 1971, ett halvår efter sin öppna systermodell. Bilen ersatte tvådörrarsvarianten av W111:n. Utvecklingen följde systermodellen, med tillägg av 450 SLC 5.0. Denna lättade sportversion togs fram för att möta konkurrensen från Porsche 928.
Produktionen av C107 upphörde i september 1981 efter 62 888 tillverkade bilar.
Varianter:
| Modell      | Årsmodell | Motor                     | Cylindervolym | Effekt | Bränslesystem            |
| ----------- | --------- | ------------------------- | ------------- | ------ | ------------------------ |
| 350 SLC     | 1971-80   | M116: 8-cyl V-motor ohc   | 3499 cm³      | 200 hk | Bosch bränsleinsprutning |
| 450 SLC     | 1971-80   | M117: 8-cyl V-motor ohc   | 4520 cm³      | 225 hk | Bosch bränsleinsprutning |
| 280 SLC     | 1974-81   | M110: 6-cyl radmotor dohc | 2746 cm³      | 185 hk | Bosch bränsleinsprutning |
| 450 SLC 5.0 | 1978-80   | M117: 8-cyl V-motor ohc   | 5025 cm³      | 240 hk | Bosch bränsleinsprutning |
| 380 SLC     | 1981      | M116: 8-cyl V-motor ohc   | 3818 cm³      | 218 hk | Bosch bränsleinsprutning |
| 500 SLC     | 1981      | M117: 8-cyl V-motor ohc   | 4973 cm³      | 240 hk | Bosch bränsleinsprutning |